# Héctor Abad Faciolince
Héctor Abad Faciolince (* 1958 in Medellín) ist ein kolumbianischer Autor, Essayist und Herausgeber. Bekannt ist er vor allem für seine vielfach ausgezeichneten Romane Angosta und  El olvido que seremos (deutsch: Brief an einen Schatten).

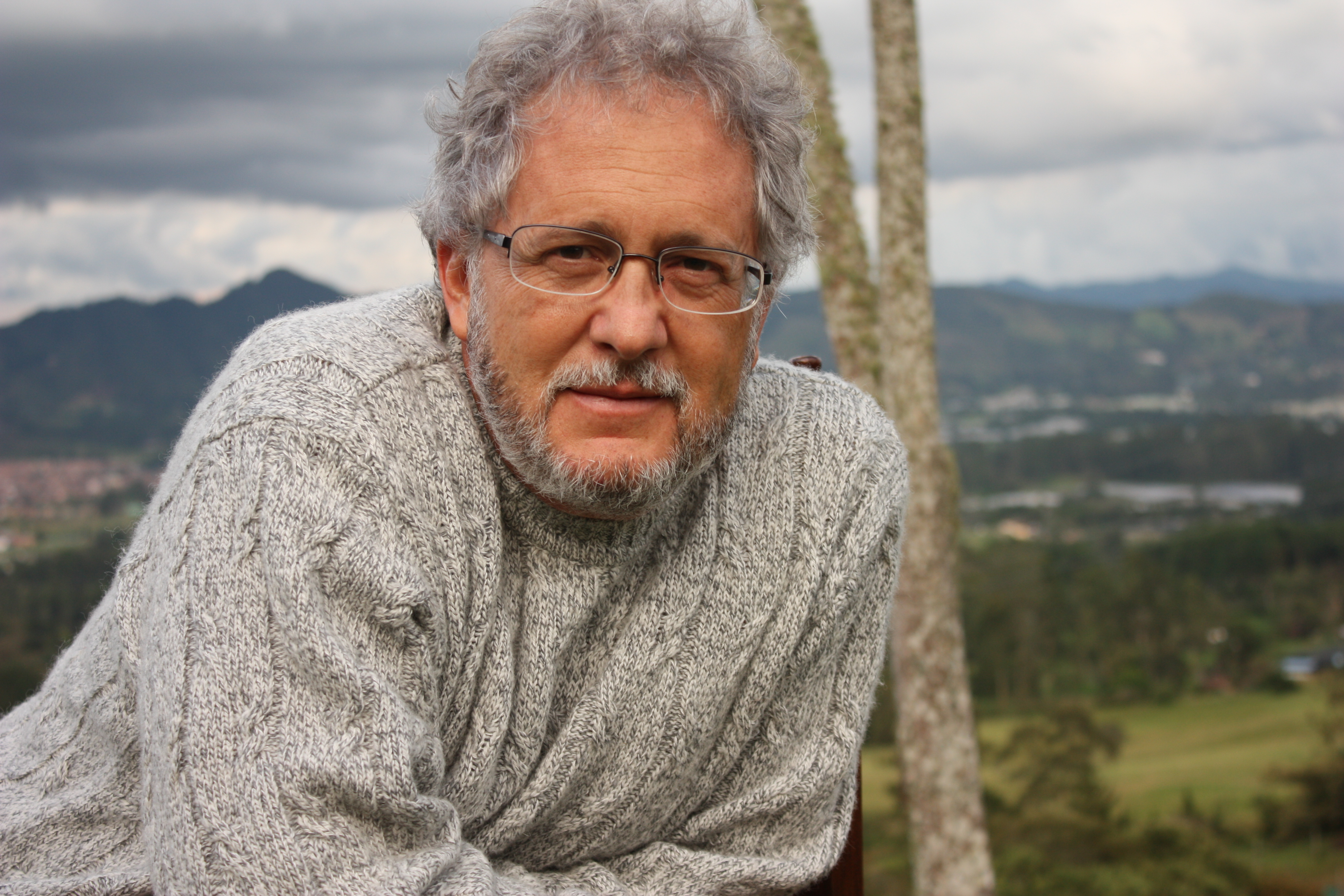
Héctor Abad Faciolince (2011)

## Leben
Héctor Abad wurde 1958 in Medellín (Kolumbien) als einziger Junge neben fünf Schwestern geboren. Sein Vater, Héctor Abad Gómez, war ein bekannter Arzt, Universitätsprofessor und Menschenrechtler, dessen Vision eines ganzheitlich ausgerichteten Gesundheitssystems ihn die kolumbianische National School of Public Health gründen ließ.
Abad zog nach seinem Abschluss an einer privaten katholischen Schule 1978 nach Mexiko-Stadt, da sein Vater zum Berater der kolumbianischen Botschaft in Mexiko ernannt wurde. Während dieser Zeit besuchte Abad Workshops für Literatur, kreatives Schreiben und Poesie im La Casa del Lago, dem ersten außerhalb des Campus liegenden, kulturellen Zentrum der Nationalen Autonomen Universität von Mexiko. Nach der Rückkehr der Familie nach Kolumbien studierte er an der Universidad Pontificia Bolivariana, bis er auf Grund eines papstkritischen Artikels 1982 der Universität verwiesen wurde. Er wanderte nach Italien aus und studierte dort Sprachen und Moderne Literatur an der Universität Turin. 1987 kehrte er nach Kolumbien zurück, musste aber nach der Ermordung seines Vaters durch paramilitärische Truppen noch im gleichen Jahr nach Europa flüchten. Für weitere fünf Jahre lebte er erneut in Italien, arbeitete als Dozent an der Universität in Verona und übersetzte unter anderem die Werke von Giuseppe Tomasi di Lampedusa und Umberto Eco.
1992 kehrte Abad nach Kolumbien zurück und begann Romane zu schreiben. Für den im Jahr 2000 erschienenen Roman Basura erhielt er den Premio de literatura innovadora de la Casa de América de Madrid; 2003 erschien der Roman Angosta und 2006 der autobiographische Text El olvido que seremos, für den er zahlreiche internationale Preise erhielt. Auch arbeitete er seit seiner Rückkehr als Journalist – zunächst als Redakteur für den von Gabriel Garcia Márquez herausgegebenen Cambio, dann für das Magazin Semana. Seit 2007 ist Héctor Abad Kolumnist der in Bogotá erscheinenden Tageszeitung El Espectador. Auf Deutsch erschienen 2001 bei Wagenbach Kulinarisches Traktat für traurige Frauen (Tratado de Culinaria para Mujeres Tristes), später Briefe an einen Schatten: Eine Geschichte aus Kolumbien (El olvido que seremos) sowie Das Gedicht in der Tasche und La Oculta beim Berenberg Verlag.
Abad war am 28. Juni 2023 unter den Verletzten eines Raketenangriffs auf ein Restaurant in Kramatorsk. Der Ort lag zu diesem Zeitpunkt 30 km westlich der Front des seit Februar 2022 andauernden Überfalls Russlands auf die Ukraine.

## Werke
- Kulinarisches Traktat für traurige Frauen Wagenbach Verlag, 2001. Übersetzung: Sabine Giersberg.
- Brief an einen Schatten Berenberg Verlag, 2008. Übersetzung: Sabine Giersberg. ISBN 978-3-937834-28-3
- Das Gedicht in der Tasche Berenberg Verlag, 2011. ISBN 978-3-937834-43-6
- La Oculta Berenberg Verlag, 2016. ISBN 978-3-946334-00-2
- Am Ende wartet das Vergessen, Buxus Edition, Bochum 2022. Übersetzung: Sabine Giersberg. ISBN 978-3-949379-07-9

## Auszeichnungen
- 1980: Kolumbianischer nationaler Preis für Kurzgeschichten für Piedras de Silencio
- 1996: National Creative Writing Scholarship des Kolumbianischen Kulturministeriums für Fragmentos de Amor Furtivo
- 1998: Simón Bolívar Nationalpreis für Journalismus
- 2000: 1st Casa de America Award for Innovative American Narrative für Basura
- 2004: Bestes spanischsprachiges Buch des Jahres (Volksrepublik China) für Angosta
- 2006: Deutscher Akademischer Austauschdienst fellowship.
- 2007: National Book Award; Libros & Letras Latin American and Colombian Cultural Magazine für El Olvido que seremos
- 2007: Simón Bolívar Nationalpreis für Journalismus